# 水江明博
水江 明博（みずのえ あきひろ、1975年10月2日 - ）は、日本のお笑いタレント（ピン芸人）。本名同じ。
福岡県出身。吉本興業東京本部（東京吉本）所属。血液型B型。
1994年に福岡吉本に所属し、舞台を中心に少ないながらテレビでも活躍。近年は気象予報士の手嶋準一の物真似を主なネタにしていた。この物真似については手嶋自らが公認し、一緒にテレビ出演を果たしている。
2007年4月に東京吉本に移籍した。

## 主な出演
- とことんサンデー（テレビ西日本）
- 空とぶヒヨコ（テレビ西日本、手嶋と共演したのはこの番組である）